# Río Laramie

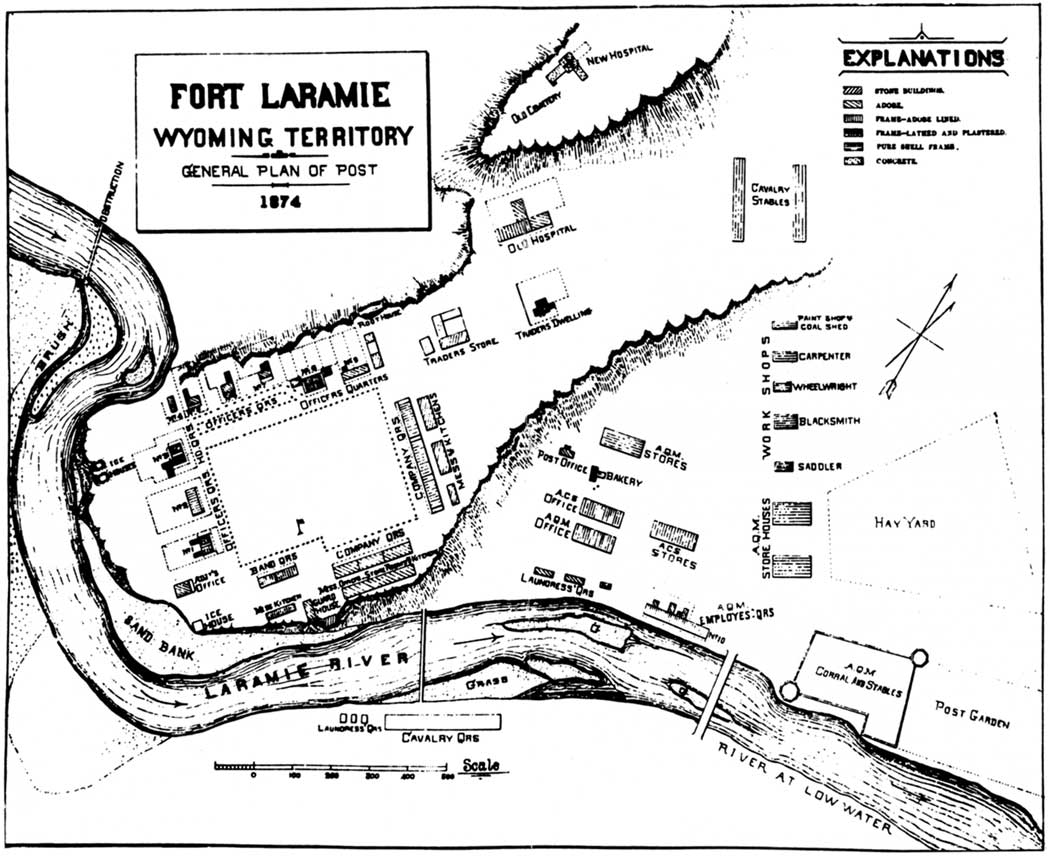
Mapa del Fuerte Laramie.

El río Laramie (del inglés: Laramie River) es un río del Oeste de Estados Unidos, uno de los principales afluentes del río Platte Norte. Tiene una longitud aproximada de unos 348 km.
Administrativamente, el río discurre por los estados de Colorado y Wyoming.

## Geografía
El río Laramie nace en el norte del estado de Colorado, en la parte occidental del condado de Larimer, dentro del área protegida como Bosque Nacional Roosevelt. El río nace en la vertiente oriental de las montañas Medicine Bow, en el pequeño lago Laramie, a 2.790 m de altura. El río discurre en su curso alto en dirección norte-noroeste, bordeando las montañas Medicine. Abandona pronto Colorado y se adentra en el estado de Wyoming por su lado meridional, en el condado de Albany. Llega a la pequeña localidad de Woods Landing-Jelm (100 hab. en 2000), y luego gira hacia el NE, saliendo de las montañas a unos 35 km al suroeste de Laramie, adonde llega a continuación. Laramie (27.204 hab.) es la más importante ciudad que atraviesa el río, que luego emprende rumbo norte, discurriendo por la meseta de Laramie (aproximadamente a una altitud de 2200 m), en un curso típico de los río de llanura, con muchos meandros y revueltas. Pasa por Bosler y recibe, por la derecha y procedente del oeste, al río Pequeño Laramie. Luego llega a la cola del embalse Wheatland II.
El río se vuelve en dirección este, atravesando las montañas Laramie en dirección este-oeste y entrando por el lado oriental en el condado de Platte. Vira un poco hacia el noreste, y pasa al norte de la pequeña localidad de Wheatland (3.548 hab.). Vuelve a dirigirse al este y recibe, por la margen izquierda y procedente del norte, al río Laramie Norte (139 km), cerca de Uva. Al poco recibe, esta vez por la margen derecha y procedente del sur, al arroyo Chugwater (149 km).
Llega a la cola del embalse Grayrocks y se interna, en su tramo final, en el condado de Goshen. Pasa frente al sitio histórico del Fuerte Laramie («Fort Laramie National Historic Site»), donde desemboca, por la margen derecha, en el río Platte Norte, frente a la ciudad de Fuerte Laramie (243 hab.).
En su parte alta en Colorado, el río abastece de agua al río Caché La Poudre, un afluente del río Platte Sur, a través del túnel Laramie-Poudre (construido en 1909-11). El túnel, que tiene aproximadamente 3,2 km de largo, fue terminado en 1911 como parte de un proyecto de riego para el norte de Colorado.

## Afluentes
Los principales afluentes del río son los siguientes:
- el río Pequeño Laramie («Little Laramie River»), con una longitud de 73,5 km, con sus tres fuentes, los ramales Norte («North Fork of the Little Laramie»), Medio («Middle Fork of the Little Laramie») y Sur («South Fork of the Little Laramie»);
- el arroyo Chugwater, con una longitud de 149 km;
- el río Laramie Norte («North Laramie River»), con una longitud de 139 km.

## Historia
El río fue nombrado por Jacques La Ramee, un comerciante de pieles franco-canadiense que vivía en la región en la década de 1820 y cuyo cuerpo lleno de flechas fue encontrado por sus compañeros cerca de la desembocadura del río Platte Norte. Las montañas Laramie, así como la ciudad de Laramie (Wyoming), más adelante también llevarían su nombre.
En la orilla derecha del río Laramie, casi en la desembocadura con el río Platte Norte, se estableció en 1834 el fuerte Williams, un puesto comercial que dos años más tarde pasó a ser propiedad de la American Fur Company. Tras varias remodelaciones, en 1849, el ejército de los EE. UU. adquirió el fuerte, ya conocido como Fuerte Laramie, para poder dar protección a los colonos que comenzaban a transitar por la conocida conjuntamente como ruta del emigrante —conformada por las rutas de Oregón, California y Mormón— en su discurrir a ambos lados del río Platte Norte.

## Datos hídricos de caudales
|                        | Caudal medio anual | Caudal máximo | Caudal máximo | Caudal mínimo | Caudal mínimo |
| Estación               | (cf/s)             | Mes           | Caudal        | Mes           | Caudal        |
| ---------------------- | ------------------ | ------------- | ------------- | ------------- | ------------- |
| Cerca de Woods Landing | 173                | Junio         | 782           | Enero         | 38,5          |
| Cerca de Bosler        | 150                | Junio         | 681           | Septiembre    | 29,7          |
| Cerca de Fort Laramie  | 129                | Mayo          | 365           | Septiembre    | 60,8          |